# Syd Barrett
Roger Keith Barrett (Cambridge, 6 de enero de 1946-Cambridge, 7 de julio de 2006), conocido como Syd Barrett, fue un músico, cantante y compositor británico, conocido por haber sido el líder y fundador de la banda de rock Pink Floyd en su primer álbum estudio "The Piper at the Gates of Dawn" lanzado en 1967. 
Tres años después de la fundación de Pink Floyd, Barrett fue expulsado de la banda debido a sus problemas para ensayar y tocar en vivo, más que nada por su continuo consumo de LSD, aunque intentó más tarde iniciar su carrera como músico solista, lo que se tradujo en dos álbumes difíciles de completar y producir "The Madcap laughs" y "Barrett" tras los cuales se retiró, recluyéndose desde entonces en la casa de su madre en Cambridge, donde se alejó completamente de la escena musical para centrarse en una vida introspectiva dedicada a la pintura. 
Pink Floyd sobrevivió a su pérdida, pero el deterioro mental de Barrett tuvo un profundo efecto en las letras de sus nuevos líderes, Roger Waters, y el sustituto con la guitarra de Barrett, David Gilmour, alcanzando bajo su batuta sus mayores éxitos (Dark Side of the Moon, Wish You Were Here, Animals y The Wall) con temas muchas veces inspirados en la desintegración de su antiguo líder. Barrett está considerado como una figura para el desarrollo de cierto rock de los años 1970, siendo, a su vez, una influencia clara para artistas como David Bowie, Kevin Ayers o Marc Bolan.

## Biografía

### Infancia y juventud
Desde niño sintió habilidad por el arte, en concreto, por la pintura y la música. A la edad de 15 años, tuvo su primera guitarra eléctrica, fabricó su propio amplificador e inició su primera experiencia musical tocando en un grupo: Geoff Mott and the Mottoes. Asimismo, su padre murió cuando él tenía casi 16 años, lo que marcó su personalidad. A partir de entonces Barrett se volcó al estudio del esoterismo, de la filosofía china y las ciencias herméticas, intentando ingresar en la Sociedad Teosófica, cuya aplicación fue desestimada al tener él aún 17 años de edad, lo cual marcó su personalidad adolescente llevándole a actitudes introspectivas.
Inició sus estudios secundarios en la Cambridge High School, donde conoció a Roger Waters, que era dos años mayor que él, lo que no impidió que surgiese una buena amistad entre ambos. Allí también conoció a David Gilmour, quien le enseñó a tocar los primeros acordes de guitarra y que más tarde le sustituiría en la banda. Roger Waters, consciente del talento de Barrett, le invitó a unirse al grupo The Abdabs, formado por Roger Waters, Rick Wright, Nick Mason y Bob Klose. Este último se sentía más cercano al jazz, por lo cual tuvo problemas con Barrett, que prefería el blues. Klose dejó la banda a petición de sus padres, para terminar sus estudios de arquitectura. Después de un breve tiempo con Chris Dennis como vocalista principal, Syd Barrett fan del rhythm and blues, se unió a la banda, con lo que Waters pasó a tocar el bajo.

### Triunfo con Pink Floyd

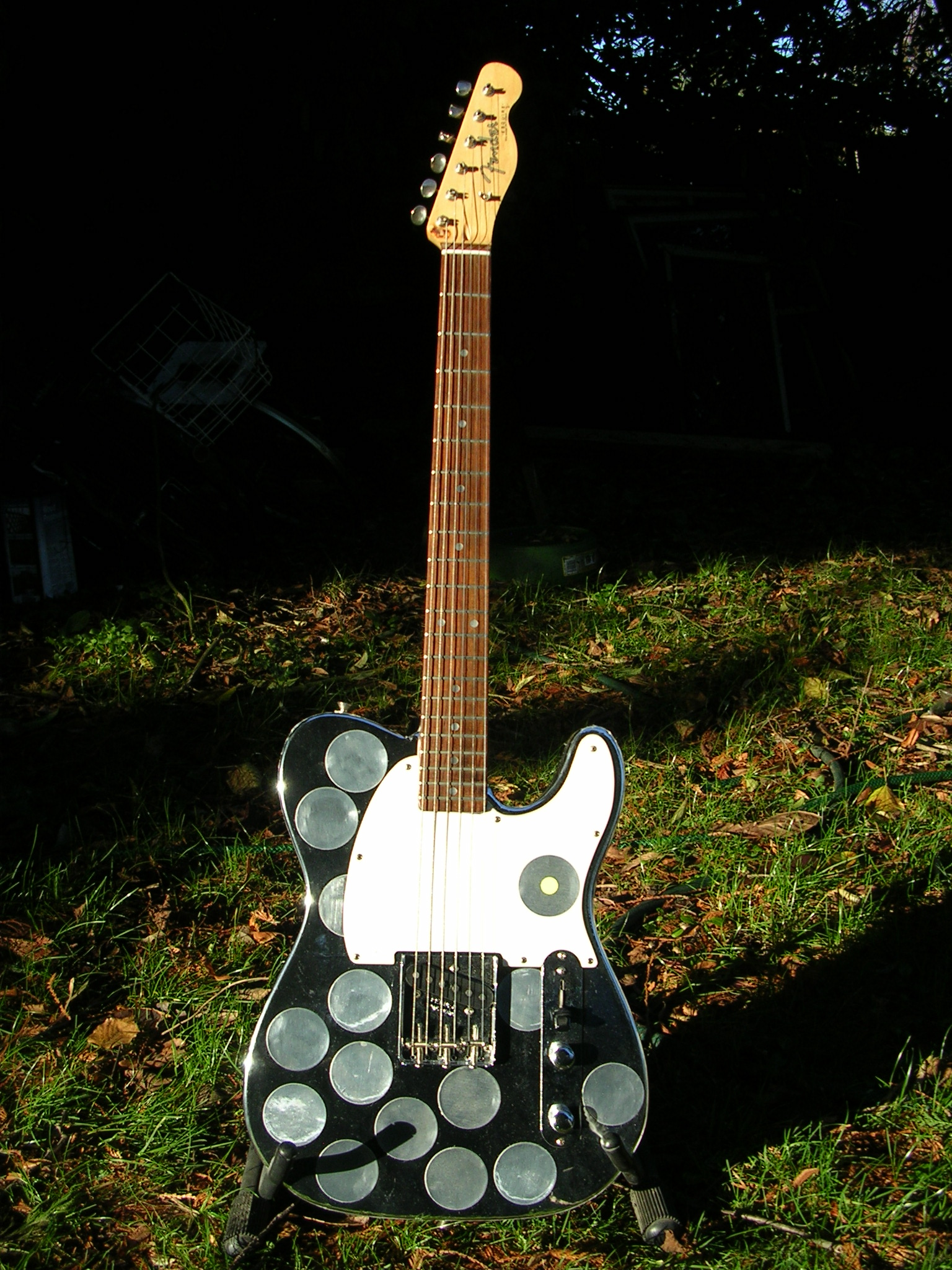
Fender Telecaster de Syd Barrett con espejos

Fue entonces cuando Syd Barrett propuso un nuevo nombre para la banda: The Pink Floyd Sound, en memoria de dos viejos músicos de blues, Pink Anderson y Floyd Council. En el Thompsan Private Record Company, un estudio de grabación situado en el sótano de una casa en Hemel Hampstead, la banda grabó sus dos primeras canciones: "Lucy Leave", una versión de "Gloria" de Them y otra versión de Slim Harpo, llamado "I'm a King Bee".
El debut en vivo del grupo se produjo en Roundhouse el 15 de octubre de 1966, ya habiendo recibido influencia del nuevo sonido proveniente de la contracultura psicodélica como la canción "Eight Miles High" de The Byrds. Syd Barrett tenía talento para componer material original. Lo hacía desde los 16 años, cuando compuso "Effervescing Elephant" y lo continuó en canciones como la instrumental "Interstellar Overdrive", esta última facilitó que la banda empezara a ganarse su reputación como grupo "experimental", lejano y distinto a lo que era la escena musical por aquella época.
En 1967 el grupo firmó un contrato con la compañía discográfica EMI, que publicó su primer sencillo: "Arnold Layne", compuesto por Syd Barrett, canción que hacía referencia a un suceso ocurrido en un colegio secundario femenino en el que un hombre había hurtado ropa interior de las alumnas para travestirse. El segundo sencillo de la banda "See Emily Play” supuso un enorme éxito, lo que originó la entrada del grupo en los estudios Abbey Road para grabar lo que sería su primer LP: The Piper at the Gates of Dawn. Para muchos críticos, nunca una banda avanzó tanto en su primer trabajo, referente por excelencia de la psicodelia británica. La mayor parte de los temas fueron compuestos por Syd Barrett, entre los que se encuentran varios hitos del rock psicodélico y pop barroco como "Astronomy Domine", "Interstellar Overdrive", "The Gnome", "Lucifer Sam", "Flaming" o "Bike".

### Problemas con las drogas y abandono de Pink Floyd
Para ese momento, sus problemas con las drogas (especialmente LSD) eran evidentes, arruinando algunas actuaciones del grupo con episodios lamentables. Al principio la idea de los demás miembros de la banda era tomar el ejemplo de The Beach Boys, con Brian Wilson quien, siendo incapaz de hacer presentaciones en vivo tras una fuerte crisis nerviosa, continuaría como compositor de la banda. Fue así que los tres restantes miembros de Pink Floyd iniciaron la búsqueda para reemplazar el vacío de Syd Barrett como guitarrista, surgiendo primero nombres como Jeff Beck y otros. Pero finalmente fue David Gilmour, amigo de Roger Waters y Syd, a quien se le ofreció el puesto de guitarrista en la banda para las presentaciones en vivo a partir de 1968. El proyecto inicial era tener un grupo de 5 miembros y que Barrett participara con ellos solo en las grabaciones y ocasionalmente en los conciertos que él quisiera, pero el mánager del grupo decidió que esto no era "rentable".[cita requerida] Pink Floyd ofreció solo cinco conciertos con Gilmour y Barrett juntos en el escenario. El comportamiento errático de Syd Barrett llevó al grupo a tomar la decisión de continuar sin él con el complejo de culpa de haber echado a su líder y máximo mentor.
En 1968, Pink Floyd grabó y editó su segundo trabajo: A Saucerful of Secrets, una continuación del primer trabajo de la banda, incluyendo como último tema del álbum la canción "Jugband Blues", compuesta por Syd Barrett; su despedida musical del grupo con una letra irónica en la que Barrett explica que él ya no se halla aquí sino en otros planos mentales alejados de las personas mundanas. Algunas otras canciones de Barrett quedaron en el olvido, como “Scream Thy Last Scream” y “Vegetable Man”; en la última se habla de que Syd hacia una descripción de sí mismo. “I am a vegetable man”,  siendo ésta considerada en un comienzo para ser lanzada como sencillo, pero luego descartada al verla como una canción que no encajaba con el naciente estilo del grupo.
Tras el éxito de su disco cumbre, The Dark Side of the Moon, de 1973, Pink Floyd lanzó en 1975 el álbum Wish You Were Here, casi como un homenaje del grupo a su fundador, que para entonces se mantenía en un cerrado ostracismo, alejado de la prensa y de la escena del rock luego de haber publicado dos discos con relativa respuesta minoritaria. Cuando el grupo se encontraba grabando el álbum y estaban terminando las mezclas, Syd Barrett apareció súbitamente un día en la sala de grabación. Al percatarse sus excompañeros de que era Barrett aquel hombre, totalmente irreconocible para ellos, sin cabello y con las cejas afeitadas (tal como se ve al personaje de Pink en la película "Pink Floyd - The Wall"), sufrieron un shock emocional que siempre recordaron y citaron en numerosas entrevistas a lo largo de los años. Se dice que la canción en la que estaba trabajando el grupo en ese momento era “Shine On You Crazy Diamond”, dedicada a Syd Barrett, cuyas iniciales de SYD parecerían estar presentes en el propio título del tema. A pesar de haber terminado la letra de la canción antes de su sorpresiva aparición en el estudio, el resultado final de la misma tuvo mayor influencia después del encuentro con Barrett; lo cual se demuestra en un añadido de las últimas notas en la canción por Rick Wright, tomadas del segundo sencillo del grupo: “See Emily Play”.

### Carrera en solitario y ocaso definitivo
En 1969, Syd Barrett se puso en contacto con EMI y propuso la idea de grabar algunas canciones que había compuesto. La discográfica dudó en aceptar la petición del músico en un principio, pero el creciente éxito de Pink Floyd fue razón suficiente para rescatar al fundador. Primero habló con Malcolm Jones para que fuese su productor y después de unas sesiones fue David Gilmour quien se hizo cargo de la producción. De esta tentativa, surgió su primer disco en solitario: The Madcap Laughs, producido por David Gilmour, Roger Waters y Malcolm Jones y con colaboraciones de miembros del grupo The Soft Machine. Carente de mayores arreglos, Gilmour tuvo la idea de publicar los temas en bruto. Por ello, en la mayoría de las canciones se escucha tan solo la voz de Barrett y su Fender Telecaster. Cabe destacar de este trabajo canciones como "Dark Globe", "Here I Go", "Octopus", "Golden Hair" (un poema de James Joyce), "Feel" (mezcla de bohemia e incoherencia) o "If It's In You". (con su voz desentonando sobre una melodía que cautiva al oyente).
Muchas canciones, según señala Malcolm Jones en su libro "The Making of The Madcap Laughs", que Barrett había grabado con gran entusiasmo, quedaron fuera del álbum al entrar Gilmour en la producción de algunos temas célebres posteriormente editados, como el caso de "Opel" o del "Bob Dylan Blues".
En 1970 Syd había compuesto nuevas canciones y, entonces, David Gilmour emprendió la producción de un nuevo disco para su excompañero, y que se llamó Barrett; LP al que se unió en la grabación Richard Wright. Y si bien Barrett no dejó de brillar en sus composiciones, éstas fueron más arregladas musicalmente, quitándole la magia acústica del álbum anterior. Destacan canciones como "Baby Lemonade", "Dominoes", "Waving my Arms in the Air" o "Effervescing Elephant".
Después de este último trabajo, Barrett realizó fugaces presentaciones en vivo, de las que se guardan grabaciones de muy mala calidad. Intentó una nueva banda en 1972 llamada "Stars", con la que fracasó en su primera presentación en vivo y de la que no se guarda grabación oficial alguna. En 1974, a petición de muchas personalidades del rock, como David Bowie, regresó a los estudios Abbey Road en una sesión de cuatro días, que dejó grabaciones carentes de voz con secuencias de acordes y blues, ninguna con título, excepto una llamada "If You Go". Años más tarde, se publicó The Peel Sessions (con cinco temas que Syd grabó con David Gilmour en el bajo para la BBC en febrero de 1970) y Opel, un álbum recopilatorio con catorce canciones dejadas de lado en las sesiones de 1969 y 1970. En 1993 EMI publicó Crazy Diamond-The Complete Syd Barrett una atractiva caja con tres CD: The Madcap Laughs, Barrett y Opel, cada uno con media docena de temas extra y un folleto de 24 páginas con información y fotos. Jamás volvería a pisar un escenario ni componer nuevas canciones. 
En 1978, Barrett se mudó a la casa de su madre en Cambridge. Volvió a instalarse en Londres en 1982, pero regresó definitivamente al cabo de unas pocas semanas, realizando el trayecto de 80 km hasta Cambridge a pie. En noviembre de ese año, un periodista francés logró una especie de diálogo-entrevista con Barrett en puerta de la casa de su madre, donde él residía y se dedicaba, sobre todo, a la pintura y a una vida reposada tras no recuperarse de su fatídica experiencia por el excesivo consumo de alucinógenos y mandrax durante su juventud como músico.
El posterior documental televisivo sobre su vida y la reedición de sus canciones en álbumes recopilatorios de Pink Floyd, le permitieron a Barrett tener un buen pasar económico, siendo siempre atendido por su hermana luego del fallecimiento de su madre. En la última entrevista que se le hizo a Barrett, a raíz del documental, este afirmó que le hizo gracia volver a verse tocando una música que ahora le resultaba «un tanto ruidosa» para escuchar.
El perfil psicológico de Syd Barrett continúa siendo un misterio. Muchos suponen que padecía de esquizofrenia, trastorno bipolar, psicosis, e incluso, aunque controvertido, el síndrome de Asperger, una variante del espectro autista. Aun así, sus comportamientos parecen explicarse mejor por su desmedido abuso de LSD y otros alucinógenos.

### Fallecimiento
El 7 de julio de 2006, el músico falleció a los 60 años como consecuencia de su diabetes crónica y un posterior cáncer de páncreas. Pocos días después, David Gilmour y Roger Waters en representación de Pink Floyd, junto a Rosemary Breen, hermana de Barrett, emitieron un comunicado conjunto en el que expresaban la consternación de la banda por la muerte de Barrett.
Ese año, las pertenencias de Barrett fueron subastadas, desde las cortinas de su habitación y libros hasta sus cuadros. Los fanáticos del músico adquirieron rápidamente en subasta todo lo que pudieron de su ídolo pagando por ello elevadas sumas de dinero. Su casa, valorada entonces en alrededor de trescientas mil libras, fue puesta a la venta en aproximadamente medio millón de dicha moneda.

## Influencia
A pesar de su corta carrera musical, Barrett es considerado uno de los artistas más influyentes de la historia de la música pop, convirtiéndose en influencia para diferentes géneros que surgieron décadas después, tales como el rock alternativo, indie rock, entre otros géneros de música alternativa.
Muchos artistas han reconocido la influencia de Barrett en su trabajo. Paul McCartney, Pete Townshend, Blur, Kevin Ayers, Gong, Marc Bolan, Tangerine Dream, Julian Cope y David Bowie. Entre algunos artistas que fueron inspirados por Barrett están Jimmy Page, Brian Eno,  Sex Pistols, y The Damned, quien expresó su interés en trabajar con él en algún momento durante la década de 1970. Bowie grabó una versión de «See Emily Play» en su álbum de 1973 Pin Ups. La pista «Grass», del álbum Skylarking de XTC, fue influenciado Cuando Andy Partridge dejó a su compañero de banda Colin Moulding prestando las grabaciones de Barrett. La carrera de Robyn Hitchcock se dedica a ser Barrett-esque. Dicho músico llegó incluso a interpretar la canción de Syd «Dominoes» para un documental de la BBC en 2001: Pink Floyd y Syd Barrett Story.

## Discografía

### Sencillos conPink Floyd
- Arnold Layne (Barrett) / Candy and a Currant Bun (Barrett) (1967) (#20 en el Reino Unido)
- See Emily Play (Barrett) / The Scarecrow (Barrett) (1967) (#6 en el Reino Unido, #134 en EE. UU.)
- Apples and Oranges (Barrett) / Paint Box (Wright) (1967)
- Flaming (Barrett) / The Gnome (Barrett) (1967) [Solo en EE. UU.]

### Álbumes conPink Floyd
| #   | Título del álbum               | Tipo de álbum      | Año  |
| --- | ------------------------------ | ------------------ | ---- |
| 1.  | The Piper at the Gates of Dawn | Estudio            | 1967 |
| 2.  | A Saucerful of Secrets         | Estudio            | 1968 |
| 3.  | Masters of Rock                | Recopilación       | 1970 |
| 4.  | Relics                         | Recopilación       | 1971 |
| 5.  | A Nice Pair                    | Caja recopilatoria | 1973 |
| 6.  | Works                          | Recopilación       | 1983 |
| 7.  | Shine On                       | Caja recopilatoria | 1992 |
| 8.  | Echoes: The Best of Pink Floyd | Recopilación       | 2001 |
| 9.  | London '66–'67                 | EP en vivo         | 2005 |
| 10. | Oh, by the Way                 | Caja recopilatoria | 2007 |
| 11. | Discovery                      | Caja recopilatoria | 2011 |
| 12. | A Foot in the Door             | Recopilación       | 2011 |

### Sencillos en solitario
- "Octopus" (Barrett) /"Golden Hair" (Barrett/Joyce) (15 de noviembre de 1969)

### Álbumes en solitario
| #   | Título del álbum                               | Tipo de álbum      | Año  |
| --- | ---------------------------------------------- | ------------------ | ---- |
| 1.  | The Madcap Laughs                              | Estudio            | 1970 |
| 2.  | Barrett                                        | Estudio            | 1970 |
| 3.  | Magnesium Proverbs                             | Recopilación       | 1971 |
| 4.  | Syd Barrett                                    | Caja recopilatoria | 1974 |
| 5.  | The Peel Sessions                              | EP en vivo         | 1987 |
| 6.  | Opel                                           | Recopilación       | 1988 |
| 7.  | Octopus: The Best of Syd Barrett               | Recopilación       | 1992 |
| 8.  | Crazy Diamond: The Complete Syd Barrett        | Caja recopilatoria | 1993 |
| 9.  | The Best of Syd Barrett: Wouldn't You Miss Me? | Recopilación       | 2001 |
| 10. | The Radio One Sessions                         | En vivo            | 2004 |
| 11. | An Introduction to Syd Barrett                 | Recopilación       | 2010 |